# 寿井区

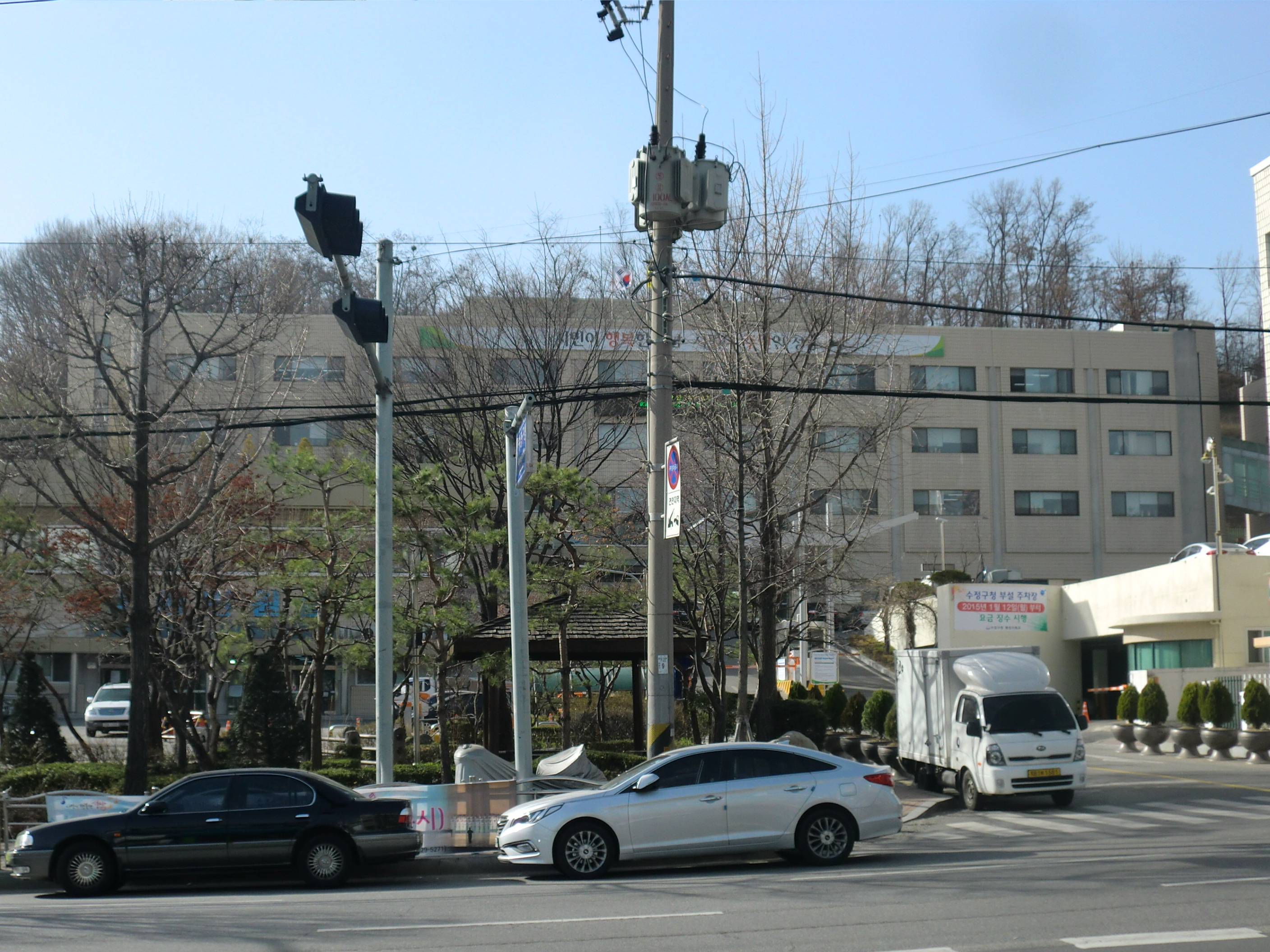
寿井区庁

寿井区（スジョンく）は、大韓民国京畿道城南市北西部に位置する区である。

## 行政区画

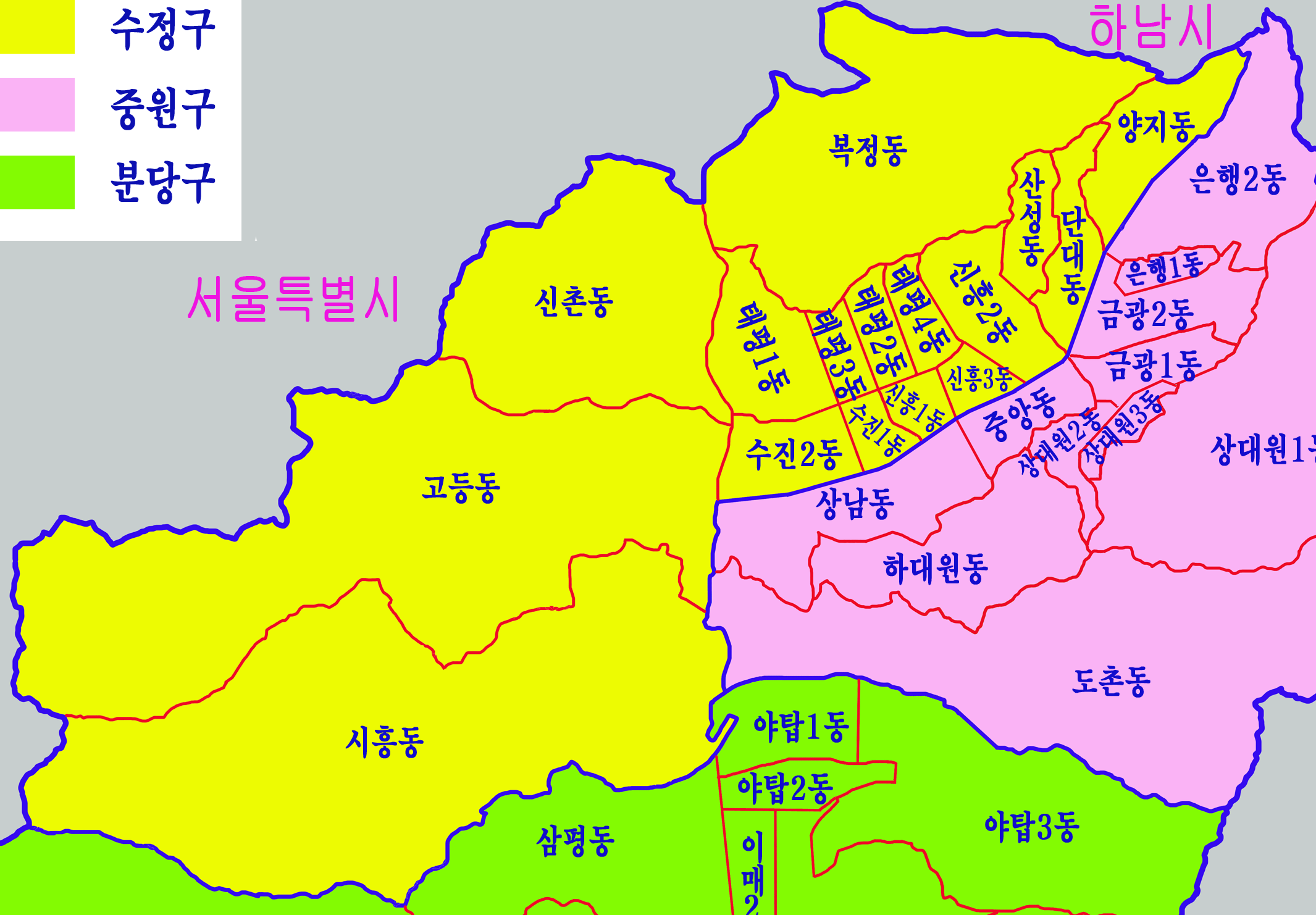
行政区域図

寿井区は17の洞に分かれる。
| 行政洞  | 法定洞                 |
| ------- | ---------------------- |
| 新興1洞 | 新興洞                 |
| 新興2洞 | 新興洞                 |
| 新興3洞 | 新興洞                 |
| 太平1洞 | 太平洞                 |
| 太平2洞 | 太平洞                 |
| 太平3洞 | 太平洞                 |
| 太平4洞 | 太平洞                 |
| 寿進1洞 | 寿進洞                 |
| 寿進2洞 | 寿進洞                 |
| 丹垈洞  | 丹垈洞                 |
| 山城洞  | 山城洞                 |
| 陽地洞  | 陽地洞                 |
| 福井洞  | 福井洞                 |
| 慰礼洞  | 福井洞、倉谷洞         |
| 新村洞  | 新村洞、梧野洞、深谷洞 |
| 高登洞  | 高登洞、上笛洞、屯田洞 |
| 始興洞  | 始興洞、金土洞、沙松洞 |

## 交通機関

### 鉄道
- 韓国鉄道公社
  - 盆唐線

嘉泉大駅 - 太平駅
- ソウル交通公社
  - 8号線

山城駅 - 南漢山城入口駅 - 丹垈オゴリ駅 - 新興駅 - 寿進駅 - 牡丹駅
- 区の西部に新盆唐線が通っているが、駅は設置されない。